# Sutilizona
Sutilizona là một chi ốc biển, là động vật thân mềm chân bụng sống ở biểns trong family Sutilizonidae.

## Các loài
Các loài trong chi Sutilizona gồm có:
- Sutilizona pterodon Warén & Bouchet, 2001[2]
- Sutilizona theca McLean, 1989[3]
- Sutilizona tunnicliffae Warén & Bouchet, 2001[4]